# كولان (جبل)
كولان (بالإنجليزية: Culan (mountain))‏ هو أحد جبال سلسلة جبال الألب البرنية وجزء من القمة الأم ديابلبريتس يقع في كانتون فود, سويسرا. يبلغ ارتفاع الجبل حوالي 2789 متر، بينما يبلغ ارتفاع نتوء الجبل 113 متر.